# Aleya de Wilayah

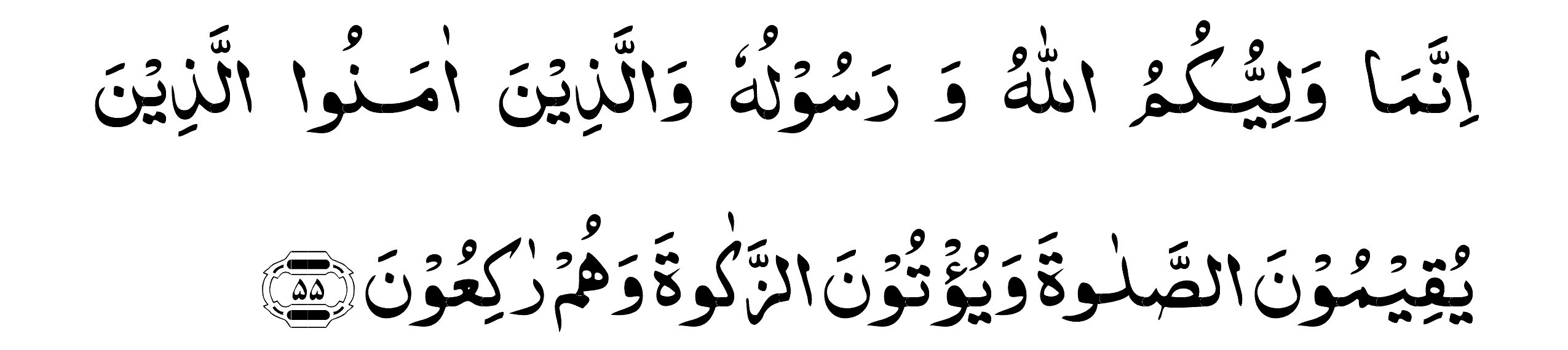
Aleya de Wilayah en escritura Urdu.

La Aleya de Wilayah (Supremacía o Liderazgo) (en árabe: آیه الولایه‎), es la aleya (verso o versículo) 55 de la sura Al-Ma'ida, en el Corán, el libro sagrado de los musulmanes. Este versículo o aleya especifica tres autoridades como únicas fuentes de wilayah para los creyentes. En el islam suní, wilayah en este versículo significa «amistad» y «apoyo», mientras que los musulmanes chiíes lo interpretan como autoridad espiritual debido a su exclusividad. 
Para los chiíes, este versículo significa la autoridad espiritual de Alí sobre los creyentes, después de Dios y Mahoma, y apoya su derecho (usurpado) a suceder a Mahoma. Otras fuentes suníes vinculan este versículo a Alí, pero rechazan cualquier implicación chií. Los escolares tanto suníes como chiíes aceptan que el verso se refiere a que Alí dio Zakat (limosnas) a los pobres mientras se encontraba en ruku (postración) durante el Salat (oración), pero solo los chiíes lo ven como el conferimiento a Alí de la sucesión de Mahoma. 

## Aleya
إِنَّمَا وَلِيُّكُمُ اللَّـهُ وَرَسُولُهُ وَالَّذِينَ آمَنُوا الَّذِينَ يُقِيمُونَ الصَّلَاةَ وَيُؤْتُونَ الزَّكَاةَ وَهُمْ رَاكِعُونَ

“En verdad, vuestro Wali (protector) es solamente Dios y Su Mensajero y aquellos que tienen fe, que hacen la oración y dan limosna mientras están inclinados rezando.” 
Corán 5:55.

## Antecedente
Dijo Abu Dar al-Gafari: «Un día estaba rezando junto al Mensajero de Dios en la mezquita cuando entró un mendigo pidiendo ayuda a la gente que allí había, sin que nadie le diese limosna. Ali ibn Abi Talib que estaba inclinado (ruku‘) en mitad de una oración, extendió su mano derecha, en uno de cuyos dedos llevaba un pequeño anillo, en dirección al mendigo. El mendigo se acercó a él y sacó el anillo de su dedo». 

## Narradores
Este evento se ha narrado de diferentes maneras en las fuentes chiitas y sunitas. Algunos de los compañeros del Profeta  que han narrado esta historia son los siguientes: 
- El Ali ibn Abi Talib
- Abdul-lah Ibn Abbas
- Abu Rafi' al-Madani
- Ammar Ibn Yasir
- Abuzar al-Gifari
- Anas Ibn Malik
- Miqdad Ibn Aswad.[3][4]

## Hadiz
El Tesoro de los que Hacen Buenas Acciones registra el hadiz legado por Ibn Abbás (primo de Mahoma):
Alí le dio a alguien su anillo por zakat ("limosna") mientras estaba en el estado de rukūʿ en oración. El profeta le preguntó al mendigo, "¿Quién te ha dado este anillo?" Respondió, "Ese hombre durante su rukūʿ." Entonces Alá envió el verso, "Vuestro Waliyy es solamente Alá, Su Mensajero y los que creen, los que establecen la ṣalāt (oración) y pagan la zakāt (limosna) mientras se postran en rukūʿ." Ante ello se escribió, "Gloria a Él que me ha honrado haciéndome Su esclavo." Después de esto se inscribió en su anillo que todo el poder y la autoridad le pertenecen a Alá.
Muchos escolares chiíes narran que el anillo que Alí le dio al mendigo era el anillo de Salomón (Sulayman). La mayoría de comentaristas musulmanes aceptan que este evento llevó a la revelación del verso de Wilayah de parte del arcángel Gabriel. En las narraciones chiíes, la revelación fue precedida por una repetición del Hadiz de Posición, en el que Mahoma compara su relación con Alí con aquella entre Musa (Moisés) y Harun (Aarón). Se dice que Abu Dhar al-Ghifari, uno de los primeros conversos al islam, le relató el siguiente hadiz a Ahmad ibn Muhammad al-Tha'labi, el autor suní del comentario Tafsir al-Thalabi:
Un día, estaba yo orando con el Profeta en la mezquita cuando un mendigo entró. Nadie le respondió a sus súplicas. El mendigo levantó las manos al cielo y dijo ""¡Aláǃ Sé testigo que vine a la Mezquita del Profeta y nadie me dio nada." El Imán Alí estaba postrado durante su oración en ese momento. Apuntó con su meñique, en el que había un anillo, hacia el mendigo, quien se acercó y se llevó el anillo. El incidente ocurrió en presencia del Profeta y éste levantó su rostro al cielo y oró:"¡Oh, Señor! Mi hermano Musa (Moisés) Te había suplicado abrir su pecho y hacerle fácil su trabajo, soltar el nudo de su lengua para que la gente le entendiese, y señalar de entre sus parientes a su hermano, como su wali, y darle fuerza a su espalda con Harun (Aarón) y hacer de Harun su compañero en su trabajo. ¡Oh, Alá! Dijísteis a Musa, 'Fortaleceremos vuestro brazo con vuestro hermano. ¡Nadie tendrá en adelante acceso a ninguno de los dosǃ' ¡Oh, Alá! Soy Mahoma y Tú me has dado distinción. Abrid mi pecho para mí, hazme fácil el trabajo, y de entre mi familia designa a mi hermano Alí como mi wali. Haz fuerte mi espalda con él."
En una autoridad chií, la revelación de este verso fue seguida por el Hadiz del Estanque de Khumm, en donde Mahoma enuncia "Para quienquiera que yo sea el Mawlā (sinónimo de wali), Alí es su Mawlā."

## Implicaciones de la aleya
Numerosos exégetas del Corán de todas las escuelas de pensamiento coinciden en que a quien se refiere esta aleya es a Ali ibn Abi Talib. El famoso comentarista, Zamajshari dice acerca de esta aleya:
«Esta aleya fue revelada en favor de Ali. Cuando un mendigo le pidió limosna en la mezquita y Ali se encontraba en la posición de ruku durante la oración, se quitó el anillo de su dedo en dicha posición. Al parecer el anillo le quedaba muy ligero en su dedo meñique, por lo que no tuvo que realizar esfuerzo alguno en sacarlo, ya que esto habría podido anular su oración. Podríamos preguntarnos: ¿Cómo puede referirse a Ali ya que el texto está en forma plural? A esto yo diría que la forma es plural, aunque el motivo es un solo hombre, con el fin de exhortar a los demás a seguir su ejemplo y obtener una recompensa similar. También para llamar la atención hacia el hecho que los creyentes deben estar muy atentos y deben ser benevolentes con los pobres de tal manera que si la ayuda no se puede aplazar hasta después de la oración, entonces se debe otorgar inmediatamente».
De igual manera al-Wahidi, en su libro sobre los comentarios del Corán titulado, Asbab an-Nuzul, cita de la narración de Kalbi donde dice que la causa de esta revelación fue el Imam Ali. Kalbi dice, “La parte posterior de este aleya es en favor de Ali ibn Abi Talib porque él le dio su anillo a un mendigo durante el ruku’.”
Algunas otras exegesis también afirman que esta aleya se refiere al Imam Ali ibn Abi Talib incluyendo: Sunān an-Nisa´i, Tafsir al-Kabir por Za´alibi, Musnad Ahmad ibn Hanbal, Musnad ibn Marduwayh y Kanz al-’Ummal .
Muhammad al-Baqir dijo: 
Dios mandó al profeta a aceptar el Wilayah del Ali y le reveló esta aleya. 
Se puede verlo en Sermón de Ghadir al-Jumm. El profeta del Islam en el Sermón de Ghadir al-Jumm dijo:
¡Oh gente! Cumplo con lo que me ha sido ordenado y revelado. Ciertamente Gabriel ha descendido hacia mí tres veces, ordenándome de parte del Altísimo que declare públicamente lo siguiente: Gente blanca y de color, os anuncio que Alí, el hijo de Abu Talib, es mi hermano, mi albacea y mi sucesor y el guía después de mí, y entre vosotros es hacia mí como Arón para con Moisés, con la diferencia que no existirá Profeta después de mí. Sabed que después de Dios y Su Mensajero, Alí es vuestro guía y líder. Dios el Altísimo me ha revelado este versículo que dice así: “En verdad, vuestros señores y protectores son solamente Dios y Su Mensajero y vuestros amigos, aquellos que tienen fe, que hacen la oración y dan limosna mientras están inclinados rezando.” (Sura 5, Al Maida, aleya 55). 
 Y ciertamente fue Ali ibn Abi Talib, aquel que actúa para Dios incesantemente, quien dio limosna mientras estaba inclinado rezando a Dios. 